# Geokichla sibirica

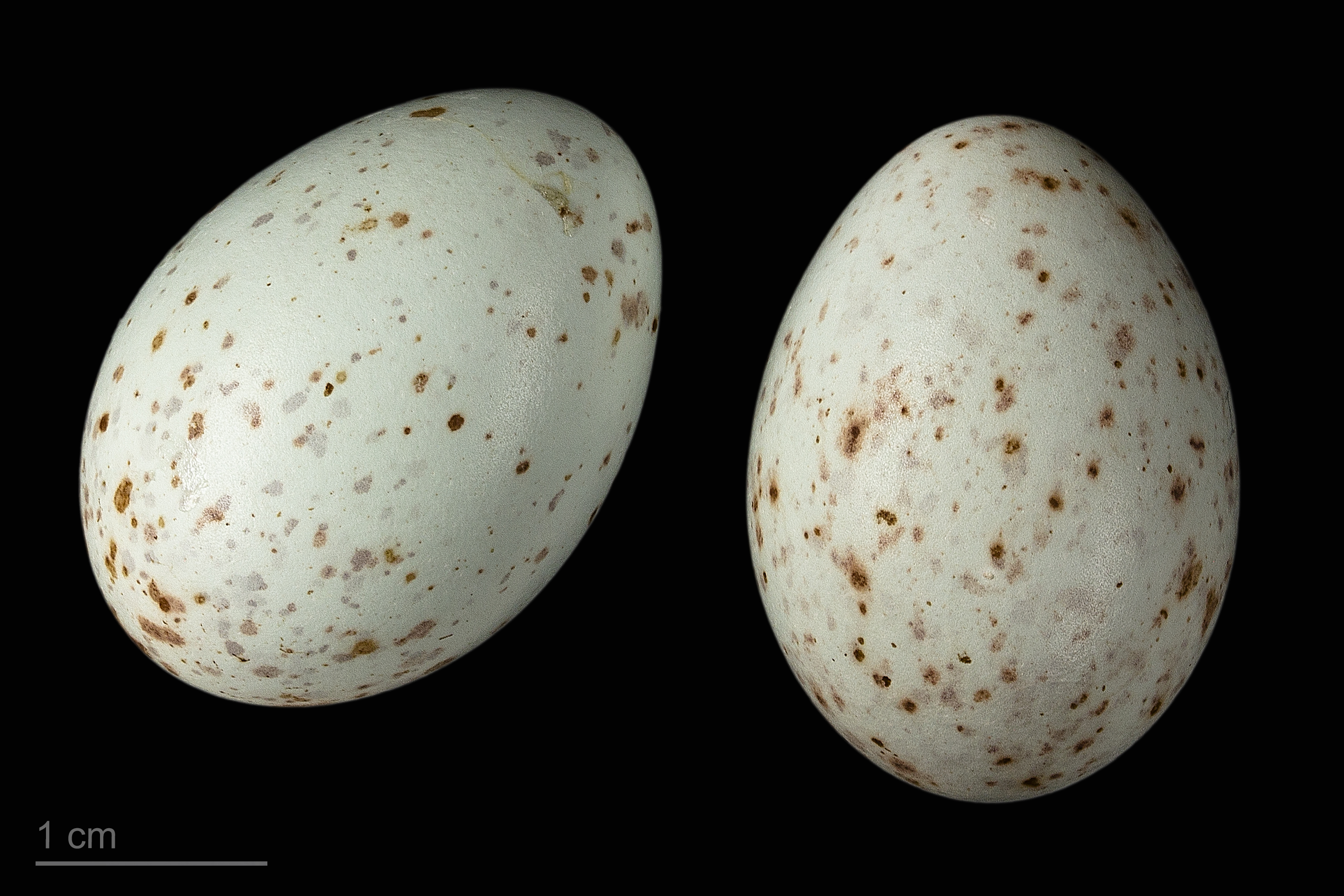
Uova di Geokichla sibirica davisoni - Museo di Tolosa

Il tordo siberiano  (Geokichla sibirica (Pallas, 1776)) è un uccello passeriforme della famiglia dei Turdidi, originario dell'Asia nord-orientale.

## Descrizione
Con una lunghezza del corpo di circa 20 cm e un peso che varia dai 60 ai 72 g, la specie ha all'incirca le stesse dimensioni del tordo bottaccio. Le zampe sono gialle e il becco è scuro. I maschi adulti hanno il piumaggio grigio-bluastro scuro e appaiono neri se visti da lontano. A seconda degli esemplari, l'addome dei maschi presenta un numero variabile di motivi bianchi, ma tutti hanno in comune un'ampia striscia bianca centrale, bianchi sono anche un'ampia linea sopracciliare e il margine esterno della coda. Le femmine sono di colore bruno-oliva nella parte superiore, mentre la parte inferiore, giallo-biancastra, presenta delle striature scure. Nelle femmine, la linea sopracciliare è beige ed è presente anche una linea dello stesso colore sul mento. Viste da sotto, le ali di entrambi i sessi appaiono nere con una doppia banda bianca, simili a quelle del tordo di White (Zoothera aurea). La sottospecie G. s. davisoni è più scura della forma nominale e ha l'estremità della coda meno bianca.

## Biologia
Il tordo siberiano è una specie molto timida. Nidifica nelle foreste di montagna, sia di latifoglie che di conifere, a bassa quota. Più a nord, la specie nidifica nelle taighe di pianura. Vari insetti, vermi e bacche costituiscono la sua dieta.

## Distribuzione e habitat
Il tordo siberiano nidifica nella taiga siberiana dall'Enisej a est fino a Magadan e a sud fino al lago Bajkal e alla Cina nord-orientale. Si trova anche nelle isole di Sachalin, Hokkaidō e Honshū. È una specie migratrice che sverna nel Sud-est asiatico. Talvolta alcuni esemplari erratici raggiungono l'Europa occidentale in autunno o in inverno.

## Tassonomia
Ne vengono riconosciute due sottospecie:
- G. s. sibirica (Pallas, 1776), diffusa dalla Siberia centro-orientale fino alla Mongolia settentrionale e alla Cina nord-orientale;
- G. s. davisoni (Hume, 1877), diffusa a Sachalin, nelle Curili meridionali e in Giappone.

## Conservazione
La IUCN classifica il tordo siberiano come «specie a rischio minimo» (Least Concern).